# Circus Mircus
Circus Mircus é uma banda de rock progressivo da Geórgia, atualmente composta por três membros. A banda toca principalmente música experimental, misturando vários géneros, cada um representando uma experiência de vida e o "mundo interior" de cada membro. Eles representarão a Geórgia no Festival Eurovisão da Canção 2022